# Pattani Province Stadium
Das Pattani Province Stadium (Thai สนามกีฬาจังหวัดปัตตานี หรือ สนามกีฬาเทศบาลเมืองปัตตานี หรือ สนามกีฬาเรนโบว์), auch als  Pattani Municipality Stadium oder Rainbow Stadium bekannt, ist ein Mehrzweckstadion in Pattani in der Provinz Pattani, Thailand. Es wird hauptsächlich für Fußballspiele genutzt und ist das Heimstadion vom thailändischen Viertligisten Pattani FC. Das Stadion hat eine Kapazität von 8000 Personen. Eigentümer und Betreiber die Pattani Provincial Administrative.

## Nutzer des Stadions
| Verein     | Zeitraum der Nutzung |
| ---------- | -------------------- |
| Pattani FC | 2009 bis heute       |